# 獨山站 (朝鮮)
獨山站（韓語：독산역）是朝鮮民主主義人民共和國两江道三池渊郡的一個鐵路車站，属于三池渊线。

## 邻近车站
三池渊线
車哥水站 - 獨山站 - 三浦站